# Maurice Dugautiez
Maurice Dugautiez, né en 1893 près de Tournai et mort en 1960 à Bruxelles, est un ingénieur civil autodidacte et un psychanalyste belge, cofondateur de l'Association des psychanalystes de Belgique avec Fernand Lechat.

## Biographie
Autour de son intérêt pour l'hypnose et la suggestion, il rencontre Fernand Lechat et son épouse Camille Lechat-Ledoux avec qui il crée un Cercle d'étude psychique en 1920 « où sont pratiqués outre la psychanalyse, spiritisme et hypnose » et une revue intitulée Le Psychagogue. 
Se rapprochant de la Société psychanalytique de Paris il suit un contrôle avec Marie Bonaparte et John Leuba puis commence une psychanalyse en 1938 avec Ernst Paul Hoffmann, psychanalyste autrichien réfugié en Belgique pour fuir les persécutions nazies. 
Avec Fernand Lechat et Camille Lechat-Ledoux, il fonde en 1947 L’Association des psychanalystes de Belgique, sous le parrainage d'Anna Freud, Sacha Nacht et Marie Bonaparte, qui sera reconnue en 1949 par l'Association psychanalytique internationale (IPA) et qui prend le nom de Société belge de psychanalyse en 1960.